# Trận Talas
Trận Talas là cuộc xung đột quân sự giữa nhà Abbasid (Đại Thực) và nhà Đường vào năm 751. Vào tháng 7 năm đó, quân đội hai bên giao chiến tại sông Đát La Tư nhằm tranh giành quyền kiểm soát khu vực xung quanh sông Dược Sát (Syr Darya). Theo sử liệu Trung Quốc, trận chiến kéo dài nhiều ngày trong thế giằng co trước khi một lực lượng lính đánh thuê Karluk gồm 20.000 người — chiếm hai phần ba quân quân lực Đường ban đầu — đổi phe, đóng vai trò quyết định trong sự thất bại của quân Đường.
Sau trận chiến, khalip al-Saffah phái sứ thần đến Trường An để đàm phán khôi phục quan hệ ngoại giao. Triều Đường chấp thuận hòa giải với nhà Abbasid nhưng vẫn tiếp tục mở rộng ảnh hưởng tại Trung Á trong những năm tiếp đó. Chỉ đến năm 755, khi loạn An Sử bùng nổ, quyền lực của Abbasid ở phía tây dãy Pamir mới được củng cố do triều Đường phải điều động toàn bộ lực lượng về nội địa để dẹp loạn. Đến năm 821, nhà Abbasid dần mất quyền kiểm soát trực tiếp tại Trung Á, trong khi nhà Ghaznavid, do nô lệ Mamluk gốc Đột Quyết sáng lập, trỗi dậy vào năm 977. Đến năm 1124, khu vực này rơi vào tay nhà Tây Liêu của người Khiết Đan.
Nhà Abbasid coi Trung Á là một khu vực chiến lược quan trọng trên Con đường Tơ lụa. Một số ghi chép cho rằng những tù binh Trung Quốc bị bắt tại trận Đát La Tư vào năm 751 đã truyền bá kỹ thuật làm giấy sang Tây Á, tuy nhiên giả thuyết này vẫn còn gây tranh cãi trong giới nghiên cứu.

## Địa điểm

Bản đồ đất Hà Trung, tức Transoxiana, với sông Đát La Tư ở góc trên phía bên phải

Vị trí chính xác của trận chiến đến nay vẫn chưa được xác định, nhưng được cho là diễn ra gần Taraz (từng được gọi là Giang Bố Nhĩ) và Talas, tại khu vực biên giới giữa Kazakhstan và Kyrgyzstan ngày nay. Danh xưng "Đát La Tư" (怛羅斯) lần đầu tiên xuất hiện trong Đại Đường Tây Vực ký của pháp sư Đường Tam Tạng. Trong Kinh hành ký, Đỗ Hoàn xác định tòa thành này nằm gần cửa sông phía tây của sông Chuy.

## Bối cảnh

### Phía nhà Đường

Bản đồ nhà Đường và binh lực các phiên trấn vào năm 745 dưới thời Đường Huyền Tông

Theo ghi chép trong sử liệu Trung Quốc, nguyên nhân dẫn đến trận chiến Talas bắt nguồn từ việc Tashkent (tức Thạch Quốc) — một chư hầu của nhà Đường tại Tây Vực — bị cáo buộc "không giữ lễ phiên thần". An Tây tiết độ sứ Cao Tiên Chi dẫn quân thảo phạt Thạch Quốc. Khi quân Đường tiến đến, Thạch Quốc xin hàng và được Cao Tiên Chi chấp thuận. Tuy nhiên, không lâu sau, ông thất tín, ra lệnh tấn công thành trì của Thạch Quốc, đồ sát dân chúng trong thành. Nam giới và phụ nữ bị bắt làm tù binh, người già và trẻ em bị tàn sát, còn quốc vương Thạch Quốc bị giải về Trường An và xử trảm. Hoàng tử Thạch Quốc may mắn thoát được và chạy tới Merv để cầu viện quân Abbasid.
Sau khi nhận tin, Cao Tiên Chi quyết định "tiên phát chế nhân", chủ động tấn công lực lượng Abbasid. Do nhà Đường khi đó có tầm ảnh hưởng lớn tại Tây Vực, nhiều lính thuê người Karluk và nước Bột Hãn đã gia nhập quân đội Đường. Liên quân dưới trướng Cao Tiên Chi có hơn 30.000 người (một số nguồn cho rằng hơn 70.000), trong đó quân chính quy nhà Đường chiếm khoảng hai phần ba. Cao Tiên Chi dẫn quân hành quân xa hơn 700 dặm, tiến sâu vào lãnh thổ đối phương và cuối cùng chạm trán với quân Abbasid tại Talas.
Trước đó, trong các năm 715 và 717, nhà Umayyad từng hai lần giao tranh gián tiếp với nhà Đường nhưng đều thất bại. Mặc dù vậy, người Ả Rập vẫn tiếp tục mở rộng ảnh hưởng tại Trung Á. Đến năm 750, Umayyad bị lật đổ, vương triều Abbasid được thành lập và vẫn theo đuổi chính sách bành trướng về phía đông. Trong bối cảnh đó, Cao Tiên Chi lấy cớ Thạch Quốc "vô lễ" với thiên triều để phát động chiến tranh, thực chất nhằm kiềm chế ảnh hưởng của Abbasid tại Trung Á. Đây chính là nguyên nhân trực tiếp dẫn đến trận Talas.

### Phía Ả Rập
Theo nghiên cứu lịch sử hiện đại, trận Talas là hệ quả tất yếu của quá trình mở rộng lãnh thổ của hai đế quốc lớn ở phương Đông và phương Tây. Ngay từ nửa sau thế kỷ 7, dưới thời khalip Abd al-Malik (685–705), nhà Umayyad đã có những bước tiến đáng kể về phía đông. Khalip Abd al-Malik bổ nhiệm al-Hajjaj ibn Yusuf làm tổng trấn Iraq, dưới quyền ông, đế quốc Ả Rập mở rộng lãnh thổ mạnh mẽ về phía đông. Do khao khát sự giàu có của Trung Quốc, Hajjaj đã hứa với hai tướng lĩnh của mình — Muhammad ibn Qasim và Qutayba ibn Muslim — rằng ai đặt chân lên lãnh thổ Trung Quốc trước sẽ được phong làm tổng trấn vùng đất đó. Trong bối cảnh đó, Qutayba dẫn quân chinh phục khu vực lưu vực sông Amu Darya, bao gồm các thành Bukhara, Samarkand và nhiều khu vực khác ở Trung Á, trong khi Muhammad ibn Qasim tiến đánh miền bắc Ấn Độ. Khi quân đội Ả Rập áp sát biên giới với khu vực An Tây tứ trấn do triều Đường kiểm soát, xung đột giữa hai thế lực trở nên khó tránh khỏi.
Một năm trước khi trận Talas nổ ra, vào năm 750, một cuộc nổi dậy của người Hồi giáo dòng Shia diễn ra tại Bukhara, do một lãnh đạo người Ả Rập tên là Sharikh ibn Shaikh đứng đầu. Đây được xem là cuộc nổi dậy lớn đầu tiên tại Trung Á sau khi vương triều Abbasid lật đổ nhà Umayyad và giành quyền kiểm soát đế quốc Hồi giáo. Theo cuốn Lịch sử Bukhara của Narshakhi (mất năm 959), tư lệnh quân đội Abbasid là Abu Muslim khi đó đóng quân tại thủ phủ Merv (tức Mộc Lộc), đã phái Ziyad ibn Salih dẫn 10.000 quân đến trấn áp. Tuy nhiên, trong suốt 37 ngày giao tranh dưới chân thành Bukhara, quân Abbasid nhiều lần bị thất bại. Về sau, Qutaiba, quốc vương Bukhara thuộc tộc người Sogdiana, đã điều động 10.000 quân tiếp viện cho Abbasid. Lực lượng nổi dậy phần lớn là cư dân Ả Rập sống bên trong thành Bukhara, trong khi người Sogdiana sinh sống chủ yếu tại các pháo đài và làng mạc bên ngoài thành. Nhằm cô lập lực lượng nổi dậy, quốc vương Qutaiba ra lệnh đóng cửa 700 pháo đài quanh Bukhara, ngăn không cho nghĩa quân nhận tiếp viện hay lương thực. Trước tình thế đó, nghĩa quân buộc phải rời bỏ Bukhara và rút về làng Nukende. Không lâu sau, Sharikh tử trận, cuộc nổi dậy nhanh chóng bị dập tắt.
Sau chiến thắng, Ziyad ibn Salih tiến vào thành Bukhara, ra lệnh đốt thành. Con trai của Sharikh và phó tướng của nghĩa quân sau đó bị bắt và bị treo cổ. Cư dân Ả Rập trong thành tiếp tục cố thủ, nhưng sau ba ngày chống cự, Ziyad ibn Salih phát động tổng tấn công, giết phần lớn người Ả Rập trong thành và treo xác tù binh trên cổng thành. Sau khi trấn áp xong Bukhara, quân Abbasid tiếp tục tiến đánh Samarkand (tức Khang Quốc), truy quét tàn dư của lực lượng Shia nổi dậy tại khu vực này. Dù vương triều Sogdiana tại Bukhara đã giúp Abbasid đàn áp khởi nghĩa, Abu Muslim vẫn không tin tưởng Qutaiba và ra lệnh hành quyết ông ngay trong năm đó. Sau khi Qutaiba bị giết, hai người em của ông là Sakan (trị vì 750–757) và Bunyat (trị vì 757–782) lần lượt kế vị làm quốc vương Bukhara.

## Màn dạo đầu

### Chiến dịch Thạch Quốc
Về động cơ của Cao Tiên Chi khi tiến đánh Thạch Quốc, quan điểm học thuật vẫn chưa thống nhất. Đa số học giả Trung Quốc dựa vào sử liệu chữ Hán, cho rằng nguyên nhân là do quốc vương Thạch Quốc thất lễ với triều Đường với tư cách phiên thần, khiến Cao Tiên Chi dâng biểu xin phép chinh phạt. Tuy nhiên, theo sử liệu Ả Rập, Cao Tiên Chi đã phát động chiến dịch này vào năm 750 trên đường trở về từ cuộc viễn chinh tại nước Kiệt Sư, theo thỉnh cầu của quốc vương Bột Hãn.
Sau khi Cao Tiên Chi đánh chiếm Thạch Quốc và áp giải quốc vương về Trường An xử trảm, từ tháng 2 năm 750, Bột Hãn liên tục cử sứ thần sang triều Đường. Dựa trên ghi chép của sử liệu Ả Rập, có thể suy đoán rằng Bột Hãn đã gửi sứ đoàn để tạ ơn triều Đường vì đã giúp họ tiêu diệt kẻ thù. Các tư liệu chữ Hán cũng cho thấy trong trận Talas, ngoài bộ tộc Karluk, lực lượng Tây Vực chiến đấu bên phía quân Đường chỉ có quân đội của Bột Hãn, không có sự tham gia của quốc gia Trung Á nào khác. Điều này phản ánh sự bất mãn của các nước Trung Á đối với hành động tàn bạo của Cao Tiên Chi khi đánh phá Thạch Quốc, đồng thời cũng phù hợp với ghi chép của sử liệu Ả Rập về mối thù giữa Bột Hãn và Thạch Quốc. Như vậy, Bột Hãn hoàn toàn có lý do để đứng về phía triều Đường, và xét cho cùng, nguyên nhân sâu xa dẫn đến trận Talas chính là xung đột giữa Bột Hãn và Thạch Quốc. Ngoài ra, theo nghiên cứu của học giả Nhật Bản Maezaki Shinji, một lý do khác khiến Cao Tiên Chi tấn công Thạch Quốc là mối liên hệ giữa Thạch Quốc và bộ tộc Türgesh (Đột Kỵ Thi) thuộc họ Hoàng , vốn là thế lực đối lập với triều Đường. Sự liên minh giữa hai bên đã gây ảnh hưởng đến lợi ích của nhà Đường tại khu vực Tùy Diệp Xuyên (tức thung lũng Chuy ngày nay), khiến triều đình Đường bất mãn với Thạch Quốc.
Sau khi chinh phục Thạch Quốc, Cao Tiên Chi áp giải hàng loạt thủ lĩnh ngoại tộc về Trường An. Dù những thủ lĩnh này không phải bị bắt cùng một thời điểm, nhưng Cao Tiên Chi đã dâng họ lên triều đình như một chiến công tập thể. Đáng chú ý, trong tất cả các ghi chép, khả hãn Türgesh luôn được xếp lên đầu danh sách, tiếp theo là thủ lĩnh Thổ Phồn, rồi mới đến quốc vương Thạch Quốc. Học giả Trung Quốc Tất Ba  cho rằng trình tự này không phải ngẫu nhiên mà phản ánh mức độ quan trọng của các thủ lĩnh trong con mắt triều đình nhà Đường. Việc khả hãn Türgesh được đặt lên hàng đầu cho thấy bộ tộc Đột Kỵ Thi có vị thế đặc biệt trong hệ thống chính trị Tây Vực của nhà Đường. Tuy nhiên, sử liệu không ghi rõ khả hãn Türgesh bị bắt giữ thuộc dòng dõi nào. Học giả Nhật Bản Maezaki Shinji suy đoán rằng Cao Tiên Chi đã bắt giữ vị khả hãn do nhánh Türgesh họ Hoàng lập nên, bởi từ năm 740, phó vương Thạch Quốc là Mạc Hách Đốt Thổ Đồn từng hợp tác với nhà Đường để đánh bại khả hãn họ Hắc của Türgesh. Điều này chứng tỏ mối liên hệ chặt chẽ giữa Thạch Quốc và bộ tộc Türgesh họ Hoàng. Vì vậy, mối quan hệ giữa Thạch Quốc và nhà Đường không thể tách rời khỏi quan hệ giữa nhà Đường và Türgesh.